# جهره
جهره، روستایی از توابع بخش مرکزی شهرستان خنج در استان فارس ایران است. روستای جهره حدود سال 1340 از مکان قدیمی خود در دو کیلومتری مکان فعلی به مکان جدید و فعلی خود جابجا شد. بافت قدیمی جهره قدیم هنوز هم جذابیت خاصی برای ساکنین این روستا دارد.

## جمعیت
این روستا در دهستان سیف‌آباد قرار دارد و براساس سرشماری مرکز آمار ایران در سال ۱۳۸۵، جمعیت آن ۵۷۷ نفر (۱۲۲خانوار) بوده‌است.
این روستا در دهستان سیف‌آباد قرار دارد و براساس سرشماری مرکز آمار ایران در سال ۱۳۸۵، جمعیت آن ۵۷۷ نفر (۱۲۲خانوار) بوده‌است.

## توزیع قومییت
حدود ۵۰ درصد از ساکنین روستا فارس و حدود۵۰ درصد از تیره‌های مختلف عشایر غیور قشقایی وترک زبان شامل:سهرابخانی، قره قانی، جویی، قزلو و … می‌باشند.

## زبان
اهالی روستا به دو زبان فارسی و ترکی قشقایی صحبت می‌کنند.

## تاریخچه
روستای جهره دارای سابقه تاریخی ده هزار ساله می‌باشد. وبه دلیل هم مرز بودن با کاریان وآتشکده معروف آذرگشتسپ در زمان اشکانیان و ساسانیان به دلیل وجود آب شیرین وقنوات هشتگانه که متأسفانه به دلیل مدیریت‌های اخیر همگی خشک شده وتنها قنات روستا نیز نفس‌های آخر خود را میکشد ازمناطق پررونق بوده‌ است ثبت تل قدیمی روستای جهره در آثار ملی کشور شاهدی بر این ادعاست. این تل که مربوط به دوره نوسنگی است ۱۸۰۰متر مربع وسعت و ۴ متر ارتفاع دارد.
گورستان قدیمی که در سمت شرق این اثرتاریخی قرار دارد دارای گورهایی متعلق به ادوار مختلف باستانی ومتاخر اسلامی است.
این اثر بخشی از یک محوطه تاریخی وسیع شامل تپه تاریخی، قلعه و برج‌های دیده بانی و بقایای کانال‌های آبرسانی با ملات سنگ و ساروج در گورستان قدیمی است و به همین علت این تل بنام تل تاریخی گورستان جهره نامگذاری شده‌است. در سطح این تل تاریخی، آثار بنا شامل تیغه، تراشه وزیر تیغه مشاهده می‌شود.
این گورستان قدیمی دارای گورهائی متعلق به دوران مختلف است که بر روی برخی گورها کتیبه‌هایی منقوش به تصاویری از جانوران همچون شیر،آهو،اسب و گاو و انسان‌هایی که بر اسب سوارند و حاکمانی که برتخت نشسته‌اند دیده می‌شود. آنچه در این تصاویر نمایان است انتقال تاریخ و پیام فرهنگ نهادینه شده مردم این روستای کهن است.  از افراد قدیمی روستامی توان به فرزندان شیخ حسن بحرینی محمد حسین و حسن بیگ وملاحسین کشاورز و حیدرقلی دیلمی اشاره کرد شایان ذکر است جهره اقامتگاه زمستانی صولت الدوله قشقایی وسهرابخان بهادری و فرزندانش بوده‌است. 
روستای جهره داراب یک مدرسه ابتدایی به نام کمیل می باشد که یگانه چتر و سایبان علم و دانش و فرهنگ روستا و عشایر اطراف می باشد. معلم قدیمی روستا آقای حسین مقصودی می باشد که هم اکنون بازنشسته می باشند. در حال حاضر چندین معلم از روستای جهره که از دانش آموزان همین مدرسه هستند در مدارس شهرستان خنج در حال تدریس هستند.

## امرار و معاش
شغل اکثر مردم روستا کشاورزی و دامپروری می‌باشد. عده ای نیز در مشاغل دولتی در حال خدمت می‌باشند. باغات جهره همیشه شهره خاص و عام بوده‌است و همواره از جهره به عنوان یک مرکز تجاری در محصولات کشاورزی یاد می‌شود. حدود ۳۵ کیلومتر مربع معادل سه هزار و پانصد هکتار زمین حاصلخیز کشاورزی در محدوده روستا وجود دارد. از مهم‌ترین محصولات می‌توان به خرما، مرکبات و انواع سیفی جات اشاره کرد. مهم‌ترین گونه‌های دامی شامل گاو، گوسفند (بز و میش) و مرغ می‌باشد.

## ورزش
به همت جمعی از جوانان روستا و با همکاری اداره آموزش و پرورش شهرستان خنج و مشاوره های اداره ورزش و جوانان استان فارس و کمک هزینه های شرکت نفت از سهم دو درصد شهرستان، یک زمین چمن مصنوعی مینی فوتبال در حال احداث است که روزهای پایانی فرایند ساخت را پشت سر میگذارد.

## طبیعت
روستای جهره در یک منطقه کاملاً کوهستانی واقع شده‌است. وجود ارتفاع بالاتر نسبت به روستاهای مجاور باعث خنک تر بودن نسبی هوا شده‌است. دشت‌های روستا غالباً پوشیده از درختان کنار می‌باشد که به علت تراکم بالا تبدیل به جنگل‌های زیبایی شده‌اند که خود باعث رونق گرفتن دامپروری در روستا گردیده است. 
مهم‌ترین پوشش گیاهی دشت‌ها علفی به نام بهمن می‌باشد که مورد توجه دامپروران می‌باشد. از درختان کوهی نیز می‌توان به انجیر، کل انجیر، بادام کوهی و بنه اشاره کرد. همچنین می‌توان از گیاهان دارویی و غذلیی به گیاهان می یل، ترشک، جیکه، سیرموک، بوگنه (انقزه) اشاره کرد.
عسل کوهی به عنوان یک هدیه باارزش الهی به وفور در فصول بهار و پاییز یافت می‌شود.
این محصول غالباً به کشورهای حوزه خلیج همیشگی فارس صادر می‌شود.
اطراف روستا توسط کوه‌های سربه فلک کشیده ای محصور گردید است. مهم‌ترین کوه‌ها شامل: کوه میشی، جنگاه، چال سیاه و کلاه قاضی می‌باشد. کوه میشی یک کوه غیر سنگی می‌باشد که مناسب برای چرای میش می‌باشد. 
اخیراً توسط اداره جهاد کشاورزی شهرستان خنج یک گوراب در شمال غرب روستا جهت تقویت آب سفره‌های زیرزمینی و احیای قنات‌ها ایجاد گردیده که امید است در چند سال آینده اثر بخش بودن خود را نشان دهد. همچنین جهت رونق بخشیدن به و ضعیت اب چاه‌های کشاورزی یک سد درکناز تپه عزیزآباد (توپ عزیز آباد) درحوالی کوه جنگاه در حال احداث است.